# Francisco Cañedo
Francisco Cañedo (Tepic, Nayarit, 1839 – Culiacán, Sinaloa, 1909) fue gobernador del estado de Sinaloa durante 22 y medio años, con intermitencias en un periodo de 32 años desde 1877 a 1909, respaldado por el presidente Porfirio Díaz. La llamada "Era de Francisco Cañedo", se inició con el triunfo de la Revolución de Tuxtepec en 1877 y terminó con la muerte de Cañedo en 1909; este fue uno de los periodos históricos más importantes del estado de Sinaloa.

## Primeros años y toma del poder
Francisco Cañedo nació en Tepic, en 1839, pero desde joven vivió en Mazatlán y en Culiacán trabajando como dependiente de mostrador en varios comercios. Después, entró a la milicia del estado de Sinaloa, donde alcanzó el grado de coronel en 1867 y el de general en 1876.
El 11 de julio de 1876 a las once de la noche en Culiacán, el entonces coronel Francisco Cañedo se pronunció a favor del Plan de Tuxtepec levantándose en armas en contra del gobierno interino del licenciado Jesús María Gaxiola. Su lucha fue pronto secundada por habitantes de El Fuerte, Cosalá, San Ignacio y otras zonas del sur del estado.
Porfirio Díaz estimaba la habilidad política de Cañedo, por lo cual lo apoyó para que fuera el ejecutor de la política porfiriana en el estado de Sinaloa. Cañedo siempre guardó lealtad a don Porfirio.
La llamada “Era de Francisco Cañedo” comenzó con el triunfo de la revuelta de Tuxtepec, en 1877, y se distinguió de otras épocas en la historia de Sinaloa por la penetración de la influencia económica de los extranjeros. La era de Cañedo fue el inicio de una serie de cambios que esbozaron las líneas directrices del desarrollo de Sinaloa, fue en esta época en que el estado recibió la tecnología avanzada y las inversiones necesarias para su modernización.
La modernización de Sinaloa durante el gobierno de Cañedo abarcó todos los ramos de la economía: la minería, la agricultura, las comunicaciones, el comercio y la industria de transformación.

## Gobierno de Sinaloa

### Minería
Durante el período de Cañedo la inversión directa extranjera en la actividad minera permitió la mecanización de las operaciones. Surgieron compañías mineras, propiedad de extranjeros, en los distritos de El Fuerte, Sinaloa, Mocorito, Culiacán, Cosalá, San Ignacio, Concordia y El Rosario. Las empresas más fuertes fueron: Anglo-Mexican Mining Company, en el distrito de Sinaloa; Palmarito Mining and Milling Company, en Mocorito, y la Compañía de las Minas Hidalgo y Anexas, en El Rosario.
La producción minera se convirtió en el principal producto de exportación al mercado internacional durante esta época. Principalmente, se extraían metales preciosos, aunque también comenzó la explotación de metales industriales como el cobre.

### Comunicaciones y transportes
Lcada por el mejoramiento de las comunicaciones y transportes, especialmente por la ampliación de las líneas de ferrocarril y telégrafo en el estado.
Durante el mandato de Cañedo entró en operaciones el primer ferrocarril de Sinaloa: en 1883, el popular Tacuarinero inició su marcha en los 62 kilómetros que distanciaban al puerto de Altata y la ciudad de Culiacán. Entre 1900 y 1910 se tendió la parte sinaloense del ferrocarril Kansas City Mexico and Oriente, que es actualmente el Ferrocarril Chihuahua-Pacífico. En estas fechas se construyó también el ferrocarril Southern Pacífico (actual Ferrocarril del Pacífico), que recorre al estado en toda su longitud.
En la era de Cañedo fueron habilitados los puertos de Mazatlán, Altata y Topolobampo para el comercio exterior. Entre 1900 y 1905 creció notablemente el movimiento comercial de Mazatlán y Altata.

### Comercio
En el período cañedista se transformó la composición de las exportaciones sinaloenses, pues además de los metales preciosos, tabaco, labrado, mantas y jabón, se inició la exportación de grandes volúmenes de azúcar. Las importaciones añadieron el importante rubro de la maquinaria y el material ferroviario que llegaba de Estados Unidos.

### Agricultura
Durante el período de Cañedo, junto a la agricultura tradicional, empezó la agricultura en gran escala y organizada por medio de empresas, al modo capitalista. Los factores que fomentaron este hecho fueron las leyes porfirianas que permitieron la formación de extensos latifundios y los capitales extranjeros que se invirtieron en compañías agrícolas y agroindustriales. Asimismo, en este momento histórico se importó tecnología para sistemas de riego, para el cultivo y para la industria azucarera. La agroindustria azucarera surgió principalmente en Los Mochis, Navolato y Eldorado, impulsada, principalmente, por el capital estadounidense.

### Industria de transformación
Antes de 1880, la industria sinaloense era esencialmente artesanal; sin embargo, entre 1877 y 1909, la actividad se mecanizó y amplió. Entre los principales avances industriales se encontraban los ingenios azucareros construidos al norte del estado.
También fue muy importante el desarrollo de la industria textil durante los últimos años del siglo XIX, pues surgieron tres fábricas de hilados y tejidos, dos en Mazatlán y una en Culiacán.
Otro indicador de la bonanza que se vivía en la era de Cañedo fue el establecimiento de las primeras instituciones de crédito del estado. En 1889, se estableció, en Mazatlán, una sucursal del Banco Nacional de México, y un año después se abrieron la del Banco de Londres y México y del Banco Occidental Mexicano.

### Política
En contraste con la efervescencia política que privó desde la independencia, la era de Francisco Cañedo fue de estabilidad, pues de los nueve períodos gubernamentales que hubo entre 1876 y 1909, siete fueron ejercidos por el general y solo dos (1880-1884, 1888-1892) por el ingeniero Mariano Martínez de Castro, su leal colaborador. Este hecho revela la eficiente mezcla de administración y represión de Cañedo en el estado.
El primer período de gobierno de Cañedo (1877-1880) destacó por el asesinato y ejecución de delincuentes y desafectos al gobernador. Entre estos asesinatos sobresalieron los del periodista José Cayetano Valadés y del general Jesús Ramírez Terrón.
José Cayetano Valadés denunciaba en sus artículos las arbitrariedades de Cañedo y la corrupción de su régimen. La noche del 27 de enero de 1879, Valadés fue apuñalado en las calles de Mazatlán. Este hecho hizo que la indignación del pueblo sinaloense estallará en un motín de grandes proporciones. Cañedo declaró el estado de sitio para que el ejército federal restableciera el orden. Debido a que se le acusaba de ser el autor intelectual del crimen, el Congreso local lo suspendió y sometió a juicio, pero los diputados, que eran sus amigos y compadres, lo absolvieron y restituyeron en su puesto.
Por otro lado, Ramírez Terrón esperaba ganar las elecciones de 1880; sin embargo, esto no fue así y se levantó en armas en Copala el 2 de noviembre de 1879. Ramírez Terrón era un peligroso opositor por el prestigio que gozaba en la milicia. Se dijo que Cañedo ordenó su asesinato en El Salto, cerca de Mazatlán, el 22 de septiembre de 1880. 
En 1880, Cañedo hizo reformar la constitución para que el gobernador tuviera la facultad de nombrar y remover libremente a prefectos y directores políticos y para que el tribunal de justicia nombrara a los alcaldes.
A través de estos mecanismos de control, el gobernador logró la elección del ingeniero Martínez de Castro, quien se quedó a cargo del poder en el estado mientras Cañedo ocupaba un curul en el Senado. En 1884, el general regresó a la gubernatura del estado, pero en 1888 volvió a alternar con Martínez de Castro.
Cuando Cañedo volvió al gobierno de Sinaloa, en 1892, modificó la constitución para eliminar la prohibición de la reelección inmediata del gobernador. En adelante, ya no dejaría el poder hasta su muerte.
El gobierno federal ejercía influencia en estado de diversas maneras. Una de las principales dependencias federales en el estado era la aduana de Mazatlán, que regulaba gran parte del comercio sinaloense y recaudaba una porción importante de los ingresos del gobierno federal.
El gobernador Cañedo restringió el tamaño y funciones de la guardia nacional, esto es, de los ciudadanos armados e integrados en milicias del estado, y prefirió dar más importancia a la temida policía rural, porque era uno de los elementos de su aparato represor.

### Sociedad
A inicios del siglo XX la mayor parte de la población sinaloense se concentraba en comunidades rurales, pues la mitad de las personas con ocupación remunerada estaban en el campo. La minería daba pocos empleos directos; era mínimo el número de trabajadores de la industria, y muy grande la cantidad de empleados domésticos.
El grupo social bajo era muy numeroso en la sociedad sinaloense de 1900. Una gran mayoría de la población estaba compuesta por los trabajadores y sus familias, quienes fueron poco beneficiados por el crecimiento económico de la época.
La modernización tuvo lugar en la planicie y litoral del estado donde fue posible la extensión de vías de comunicación y el desarrollo de la agricultura mecanizada; sin embargo, la sierra quedó al margen de estos avances. Así pues, la brecha entre grupos sociales se profundizó y se hicieron más evidentes las diferencia en las condiciones de vida entre los grupos más privilegiados y los más desafortunados.

### Propiedad de la tierra
En desequilibrio social de Sinaloa se debió en gran parte a la excesiva concentración de la propiedad de la tierra, fomentada por las leyes de colonización y baldíos. Durante la época cañedista operaron 10 compañías colonizadoras y deslindadoras de tierras baldías, ocho de ellas estadounidenses. La primera de estas empresas fue la de Albert K. Owen que mantuvo operaciones en el valle de El Fuerte.

### Salud pública
Otro aspecto destacado del gobierno de Cañedo fue el esfuerzo en favor de la salud pública; anteriormente, este asunto era atendido por particulares y grupos religiosos. Sin embargo, en el período cañedista se rehabilitaron los hospitales que ya existían en Mazatlán y se construyeron nuevos nosocomios en Concordia, Cosalá, Sinaloa y El Rosario. Además, fue en este período que el Colegio Rosales abrió la carrera de químico farmacéutico.
El mandato del general originario de Tepic estuvo marcado por tres catástrofes en materia de salud. El primero fue la hambruna de 1878, presentada en el centro y norte del estado, después de una larga sequía. La falta de alimentos provocó la proliferación de enfermedades, especialmente el tifo. Posteriormente, brotó una epidemia de fiebre amarilla, que empezó en 1883 en Mazatlán. Pero, el más terrible de estos avatares fue la epidemia de peste bubónica que sufrió el puerto en 1902, y que causó la más grande mortandad que se recuerda en el estado de Sinaloa.

## Fin del gobierno cañedista
La era de Cañedo finalizó a principios del siglo XX con su fallecimiento. El general Francisco Cañedo había sido elegido gobernador del estado de Sinaloa para el período que abarcaba del 27 de septiembre de 1908 al 26 de septiembre de 1912; sin embargo, no concluyó su ejercicio, pues la muerte lo sorprendió en Culiacán el 2 de junio de 1909. Su muerte fue repentina. Una gripa, que culminó en pulmonía, ocasionó su deceso. El pueblo sinaloense le lloró y le guardó luto.
Cañedo dejó como herencia al pueblo sinaloense una economía que comenzaba a progresar, fuertemente ligada a los intereses estadounidenses, y sustentada en la explotación de los trabajadores locales y en la represión, que llegó a anular los derechos políticos del pueblo.